# Ecocheque
Ecocheques zijn cheques die werknemers in België kunnen ontvangen van de werkgever waarmee ze milieuvriendelijke goederen en diensten kunnen kopen, zoals treinbewijzen, spaarlampen en zonnepanelen. De ecocheque werd gelanceerd na het IPA 2009-2010 tussen werkgevers en vakbonden. Het is een van de fiscale en parafiscale vrijstellingen in het Belgisch fiscaal stelsel.
Naar aanleiding van de Kredietcrisis wou men de werkende bevolking een netto koopkrachtverhoging toekennen. Vanaf 2009 mochten bedrijven hun werknemers elk tot € 125 aan ecocheques per jaar toekennen. Vanaf 2010 werd dat bedrag verhoogd tot  € 250 per werknemer per jaar.
Jammer genoeg resulteerde de goede bedoelingen in een systeem gelijkend op de maaltijdcheque, waarbij de werknemer tegenwoordig tot  € 250 ecocheques per jaar ontvangt met een geldigheidsduur van 2 jaar. Ecocheques mogen enkel voor bepaalde uitgaven worden aanvaard en slechts in bepaalde handelszaken. De ecocheque is weinig geliefd, noch in de handelszaken omwille van de rompslomp, noch bij de werknemers die ecocheques ontvangen, vermits ze enorm beperkt worden in wat ze met de cheques kunnen kopen. Meeste werknemers hadden dan ook liever een netto loonsverhoging gekregen.
Op 10 februari 2012 werd een KB gepubliceerd waarin staat dat bedrijven voortaan een gelijkaardig voordeel in maaltijdcheques mogen uitbetalen in plaats van ecocheques.